# 與鴨共舞
《與鴨共舞》（英語：Cash on Delivery，又名《天生舞男》），1992年4月30日在英屬香港上映的喜劇片，但內容因含有裸露場面而上映時被列為三級片。

## 概述
此片是葉玉卿經《情不自禁》、《卿本佳人》和《我為卿狂》后再次出演情色片，亦為葉玉卿在生涯裏的最后一套三級片。

## 人物角色
| 演員   | 角色     | 粵語配音 | 備註                                                            |
| 任達華 | 葉西蒙   | 朱子聰   | 退休舞男；已轉行做古董買賣經理，被劉陳永梅及Peter借種生育       |
| 葉玉卿 | 劉陳永梅 | 何錦華   | 富家太太；Peter妻子，因Peter是性無能，所以與其去找Simon借種生育 |
| 吳君如 | Sandy    | 曾慶珏   | 女助理檢控官；替Simon打官師，對其亦又愛又恨                     |
| 周文健 | Mike     | 周文健   | 新入行的舞男；Simon表弟                                         |
| 林聰   | 林sir    | 陳永信   | Sandy師傅                                                       |
| 潘震偉 | Peter    | 古明華   | 世家子；劉太太丈夫，后被Simon錯手槍殺                           |

## 外部連結
- 香港影庫上《與鴨共舞》的資料（繁體中文）